# Harun Kaya
Harun Kaya (* 1951) ist ein ehemaliger türkischer Fußballspieler.

## Karriere
Kaya begann seine Karriere im Jahr 1969 bei Galatasaray Istanbul. Nach einer Spielzeit für die Gelb-Roten wechselte der Mittelfeldspieler in die 2. Liga zu Adanaspor. Mit Adanaspor wurde Kaya 1971 Zweitligameister und stieg in die 1. Liga auf. 1972 verpflichtete ihn der Stadtrivale Adana Demirspor. Dort er wurde ein zweites Mal Zweitligameister und kehrte im Sommer 1973 zurück zu Adanaspor.
Für Adanaspor spielte Kaya von 1973 bis 1978 70 Ligaspiele und erzielte zwei Tore. Seine letzte Saison spielte der Mittelfeldspieler 1978/79 bei Vefa Istanbul.

## Erfolg
Adanaspor
- Zweitligameister: 1971

Adana Demirspor
- Zweitligameister: 1973